# María Jurado
María Jurado (Alicante, España, 11 de junio de 1975) es una actriz y modelo española, probablemente más conocida por su papel de Isabel en Al salir de clase. Ha trabajado en unas 20 películas, con directores como Gabriele Salvatores, Abel Ferrara o Michel Gondry. Ha interpretado en español, francés, inglés e italiano.

Nacida en Alicante, comenzó su formación en danza clásica en el conservatorio. Domina varios idiomas, incluyendo inglés, francés e italiano. Su trayectoria en la interpretación se inicia en Madrid, donde estudia actuación mientras trabaja en anuncios de televisión y se adentra en el mundo del cine y las series. Se forma en el estudio de JC Corazza y en la ECAM, y tras finalizar sus estudios, continúa su formación con Antonio Malonda y Arnold Taraborrelli, compaginando su aprendizaje con proyectos en cine, televisión y publicidad.
Su carrera la lleva a Los Ángeles, donde pasa un año estudiando con Eric Morris y un coach de diálogos. Posteriormente, regresa a Europa para participar en la película "People" en Francia, donde reside durante cuatro años y trabaja en cuatro películas y una serie de televisión. Durante este tiempo, sigue formándose con Jack Garfein y participa en varias obras de teatro, además de recibir formación con Neesema Cotillard en París.
Más tarde, se muda a Nueva York, donde estudia con Susan Batson y participa en dos producciones cinematográficas estadounidenses. Actualmente reside en España, donde ha trabajado en 19 películas y 7 series de televisión, así como en cortometrajes. Además, dirige, escribe y produce el cortometraje "Del Retiro a Sol", que ha sido proyectado en festivales de cine tanto nacionales como internacionales. Su carrera como actriz se ha desarrollado principalmente en el cine europeo, especialmente en Francia e Italia.
A lo largo de los años, ha tenido la oportunidad de aprender de diversos maestros, asistiendo a retiros con figuras como Swaha, Mooji, Amma, Gangaji, Wayne Liquorman y Jeff Foster. También es conocida como Suniti y se ha formado como Maestra de Reiki Unitario (Usui, Shamballa, Karuna) y en Meditaciones, ofreciendo sesiones privadas y formando a nuevos maestros en Madrid, Alicante, Barcelona y Sofía (Bulgaria).
Además, es canalizadora de Registros Akáshicos, maestra de Yoga Vinyasa y Yoga Nidra, y olfatoterapeuta. Ha desarrollado un método de medición a través de la danza llamado "Danza Esencial". Actualmente, ofrece retiros y talleres tanto para clientes individuales como para empresas, así como sesiones privadas. Continúa su labor como actriz en el ámbito de la publicidad, series y cine. 
En su vida personal, está casada con el músico Igor Gayarre y son padres de dos hijos.

## Filmografía
| Título                                 | Año  | Tipo                    | Papel             | Notas                       |
| -------------------------------------- | ---- | ----------------------- | ----------------- | --------------------------- |
| Generación DF                          | 2009 | Serie de televisión     | Mireia            |                             |
| El pasado es una tierra extranjera     | 2008 | Película                | Angelica          |                             |
| The Last International Playboy         | 2008 | Película                | Adriana           | También conocido como Frost |
| Soltero por un día, ¡ahora o nunca!    | 2007 | Película                | Fantasma          |                             |
| Go Go Tales                            | 2007 | Película                | Goldie            |                             |
| L'Âge d'homme... maintenant ou jamais! | 2006 | Película                | Fille fantasme    |                             |
| El avión                               | 2005 | Película                | Marieta           |                             |
| Cavalcade                              | 2005 | Película                | Silvia            |                             |
| People                                 | 2004 | Película                | Atlantique        |                             |
| Bloody Mallory                         | 2002 | Película                | La enfermera      |                             |
| Peor posible, ¿qué puede fallar?       | 2002 | Película                | Papel desconocido |                             |
| Amnesia                                | 2002 | Película                | Alicia            |                             |
| Carne de gallina                       | 2002 | Película                | Jeni              |                             |
| El fruto del tedio                     | 2001 | Cortometraje            | Chica             |                             |
| Me da igual                            | 2000 | Película                | Marta             |                             |
| Tierra del Fuego                       | 2000 | Película                | Papel desconocido | Dirigida por Miguel Littín  |
| Raquel busca su sitio                  | 2000 | Serie de televisión     | Papel desconocido | Papel episódico             |
| El corazón del guerrero                | 2000 | Película                | Papel desconocido |                             |
| Camino de Santiago                     | 1999 | Miniserie de televisión | Peregrina         |                             |
| Al salir de clase                      | 1999 | Serie de televisión     | Isabel            |                             |
| Manos a la obra                        | 1999 | Serie de televisión     | Vanessa           | Papel episódico             |
| Spanish Fly                            | 1998 | Película                | La madre de Zoe   |                             |
| Memorias del ángel caído               | 1998 | Película                | Papel desconocido |                             |
| Airbag                                 | 1997 | Película                | Papel desconocido |                             |